# Muzzle
"Muzzle" é uma canção escrita por Billy Corgan, gravada pela banda The Smashing Pumpkins.
É o quinto single do terceiro álbum de estúdio lançado a 24 de outubro de 1995 Mellon Collie and the Infinite Sadness.

## Desempenho nas paradas musicais
| Parada musical (1996)                       | Posições |
| ------------------------------------------- | -------- |
| Estados Unidos - Hot Mainstream Rock Tracks | 10       |
| Estados Unidos - Alternative Songs          | 8        |